# Código de área 518

El área azul es el estado de Nueva York; el área roja es el código de área 518

518 es el código de área estadounidense para el estado de Nueva York abasteciendo principalmente a la región Upstate New York, una porción del norte del estado, cubriendo 24 condados. El prefijo fue establecido en 1947, siendo uno de los primeros, además se extiende desde el este del Valle Mohawck en Albany en la frontera canadiense hasta el Valle Hudson.

## Comunidades servidas por este prefijo
- Albany
- Altamont
- Amsterdam
- Athol
- Averill Park
- Ballston Spa
- Blue Mountain Lake
- Brunswick
- Canajoharie
- Catskill
- Champlain
- Chatham
- Clifton Park
- Cobleskill
- Cohoes
- Colonie
- Copake
- Coxsackie
- East Greenbush
- Fort Ann
- Fort Edward
- Fort Plain
- Glens Falls
- Gloversville
- Greenwich
- Guilderland
- Hadley
- Hague
- Halfmoon
- Hudson
- Hudson Falls
- Kinderhook
- Lake George
- Lake Luzerne
- Lake Placid
- Lake Pleasant
- Latham
- Malone
- Mechanicville
- Minerva
- Newcomb
- Niskayuna
- Plattsburgh
- Philmont
- Queensbury
- Ravena
- St. Johnsville
- Saranac Lake
- Saratoga Springs
- Schaghticoke
- Schenectady
- Stephentown
- Stillwater
- Stony Creek
- Thurman
- Ticonderoga
- Troy
- Tupper Lake
- Valatie
- Valley Falls
- Waterford
- Warrensburg
- West Sand Lake
- Wilton